# 10048 Ґренбех
10048 Ґренбех (10048 Grönbech) — астероїд головного поясу, відкритий 3 жовтня 1986 року.
Тіссеранів параметр щодо Юпітера — 3,158.